# Pygeretmus shitkovi
Pygeretmus shitkovi es una especie de roedor de la familia Dipodidae.

## Distribución geográfica
Es  endémica de Kazajistán. 

## Hábitat
Su hábitat natural son: desiertos templados.